# Banjaran (Baureno)
Banjaran is een bestuurslaag in het regentschap Bojonegoro van de provincie Oost-Java, Indonesië. Banjaran telt 3895 inwoners (volkstelling 2010).